# 명불허전 (2013년 텔레비전 프로그램)
《명불허전》은 OBS경인TV의 텔레비전 프로그램이다.

## 기획 의도
名不虛傳 <<이름 명, 아니 불, 빌 허, 전할 전>>
명성이나 명예가 헛되이 퍼진 것이 아니라는 뜻. 이름날 만한 까닭이 있음을 이르는 말
OBS ‘명불허전’은 각 분야의 명사를 초대, 쉬이 접할 수 없었던 명사의 숨겨진 삶의 이야기와 함께  우리가 살아가는 사회‧문화 전반에 대한 견해를 듣는 프로그램이다.
명사들이 대의 위기를 극복해낸 힘의 원천은 무엇인지 들어보며 인싸이트를 얻기 위한 취지로 기획하였다.

## 방송 시간
| 방송 채널 | 방송 기간                           | 방송 시간                       | 방송 분량 |
| --------- | ----------------------------------- | ------------------------------- | --------- |
| OBS경인TV | 2013년 5월 19일 ~ 2013년 6월 30일   | 매주 일요일 저녁 8:15 ~ 9:15    | 1시간     |
| OBS경인TV | 2013년 7월 7일 ~ 2014년 7월 6일     | 매주 일요일 밤 9:15 ~ 10:15     | 1시간     |
| OBS경인TV | 2014년 7월 13일 ~ 2014년 8월 10일   | 매주 일요일 밤 9:10 ~ 10:10     | 1시간     |
| OBS경인TV | 2014년 8월 24일 ~ 2015년 9월 13일   | 매주 일요일 밤 9:10 ~ 10:10     | 1시간     |
| OBS경인TV | 2016년 5월 1일 ~ 2018년 4월 8일     | 매주 일요일 밤 9:10 ~ 10:10     | 1시간     |
| OBS경인TV | 2018년 5월 27일 ~ 2018년 7월 22일   | 매주 일요일 밤 9:10 ~ 10:10     | 1시간     |
| OBS경인TV | 2018년 11월 18일 ~ 2019년 10월 27일 | 매주 일요일 밤 9:10 ~ 10:10     | 1시간     |
| OBS경인TV | 2014년 8월 17일                     | 매주 일요일 밤 9:30 ~ 10:30     | 1시간     |
| OBS경인TV | 2015년 9월 20일 ~ 2016년 4월 24일   | 매주 일요일 밤 9:05 ~ 10:05     | 1시간     |
| OBS경인TV | 2019년 11월 3일 ~ 2020년 4월 26일   | 매주 일요일 저녁 8:55 ~ 밤 9:55 | 1시간     |